# Place de Breteuil
Koordinaten: 48° 51′ N, 2° 19′ O
Der Place de Breteuil ist ein Platz im 7. und 15. Arrondissement der französischen Hauptstadt Paris.

## Namensursprung
Der Platz trägt den Namen von Louis Auguste Le Tonnelier de Breteuil, Baron de Preuilly (1730–1807), wie die Avenue de Breteuil.

## Geschichte
Der Platz befindet sich in einem Kreisverkehr, der die Avenue de Breteuil, Avenue de Saxe, Rue Valentin-Haüy und die Rue Duroc zusammenführt. Der Platz wurde 1782 errichtet und ging per Gesetz am 19. März 1838 in den Besitz der Stadt Paris über.

1810 wurden hier die Schlachthöfe von Grenelle errichtet und 1818 eröffnet. Mit der Eröffnung der Schlachthöfe von Vaugirard 1898 verschwanden die Schlachthöfe. Mit diesem Abriss konnte der 548 Meter Brunnen von Grenelle freigemacht werden und ein Wasserturm errichtet werden.

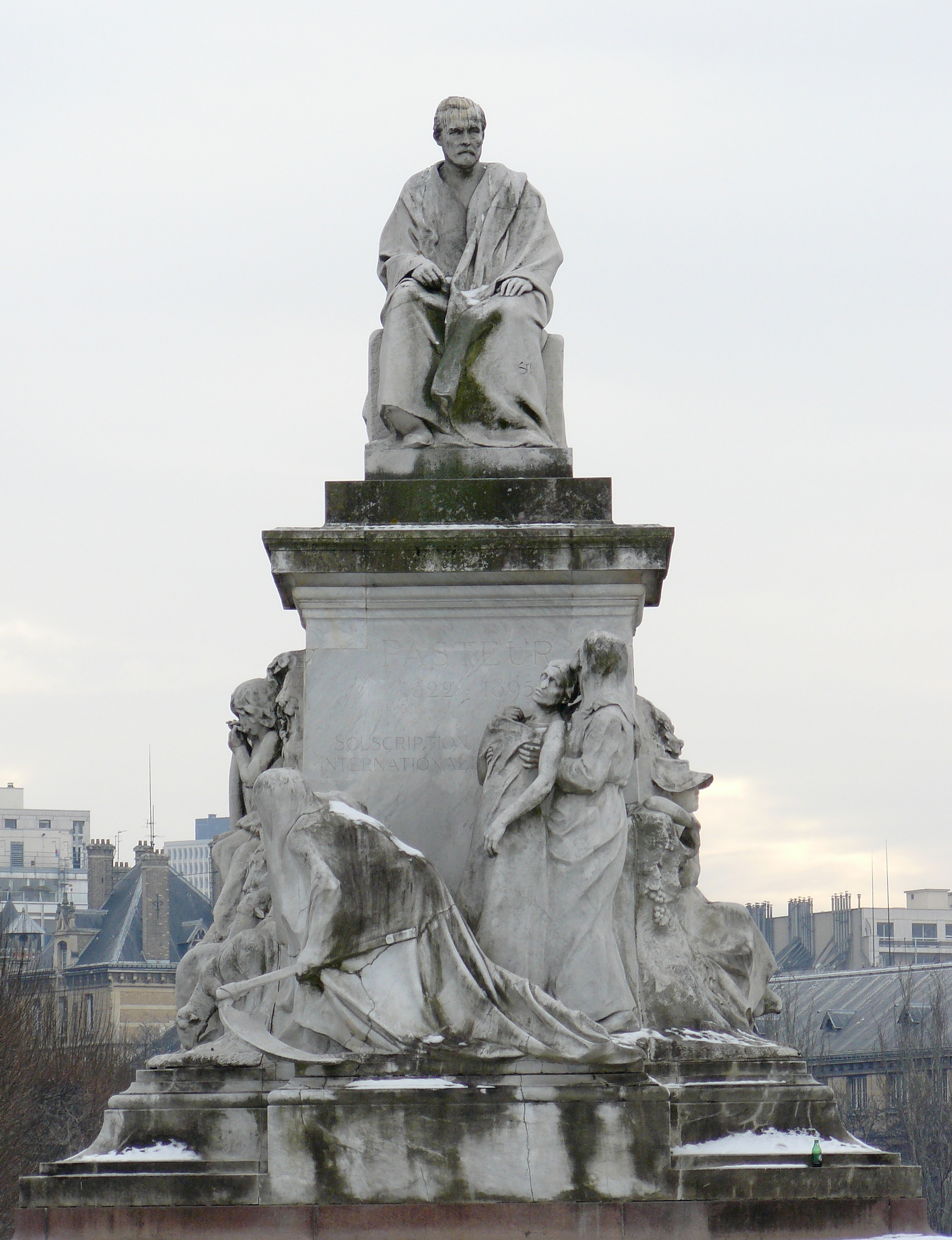
Statue von Pasteur

 An dieser Stelle befindet sich heute eine Statue von Louis Pasteur, diese Statue wurde 1904 vom Bildhauer Alexandre Falguière erbaut.
Vom 29. Mai bis zum 2. Juni 1900 wurde im Rahmen der Weltausstellung in Paris hier eine Pferdeausstellung abgehalten. Des Weiteren wurden im Rahmen dieser auch die Reitwettbewerbe der Olympischen Sommerspiele 1900 ausgetragen.
Am 19. Juli fand dann auf dem Platz eine große Militärveranstaltung unter dem Vorsitz des Kriegsministers zugunsten der Caisse de secours des sociétés amicales des élèves et anciens élèves de l'École polytechnique et de l'École de Saint-Cyr statt.